# Lana Lokteff
Lana Jennifer Lokteff (Portland, Oregón, 14 de marzo de 1979) es una nacionalista blanca y supremacista blanca que forma parte del movimiento alt-right.Es una youtuber presentadora de Radio 3Fourteen.

## Vida temprano y educación
Lokteff nació en Oregon, de ascendencia rusa y se identifica como pagana. Asistió a la Universidad Estatal de Portland y luego trabajó en producción musical.

## Carrera
En 2011 se casó con Henrik Palmgren, un presentador de la compañía de medios web Red Ice. Según el Southern Poverty Law Center, Red Ice comenzó en 2003 cubriendo teorías de conspiración y contenido paranormal antes de pasar al nacionalismo blanco y antisemitismo. Lokteff y Palmgren han sido citados conjuntamente como una puerta de entrada influyente al nacionalismo blanco por miembros de la extrema derecha. Red Ice cambió alrededor de 2014 en respuesta a lo que la pareja percibió como un supuesto "sentimiento antiblanco" que coincidencia con el movimiento Black Lives Matter.
Lokteff ha negado el Holocausto y el genocidio de los pueblos indígenas. Ha publicado el trabajo de historiadores negacionistas del Holocausto como David Cole y Mark Weber.
Después de la elección de Donald Trump en 2016, Lokteff ha intentado aumentar el número de mujeres blancas involucradas en el movimiento de extrema derecha, que es predominantemente dominado por hombres, abogando que las mujeres deberían ocupar un rol de apoyo a los hombres en dicho movimiento. Lokteff se opone al feminismo, alegando que le ha hecho la vida más difícil a los hombres y que los objetivos de igualdad del feminismo ya se han logrado. También criticó a algunas de las mujeres que acusaron a Harvey Weinstein de abuso sexual. La revista New York Magazine la describe como una "eugenista obsesionada por el aspecto", y la cita diciendo que "la alt-right es un grupo muy atractivo y muy sexy...se están formando muchas parejas hermosas e inteligentes. Es un proceso de eugenesia".
Ha sido frecuentemente trolleada y amenazada por miembros de la derecha alternativa. En 2018, Lokteff fue invitada al pódcast de la maestra de escuela Dayanna Volitich (bajo el seudónimo de Tiana Dalichov). Ella utilizó el pódcast para alentar a los nacionalistas blancos a convertirse en maestros de escuela para influir en los niños.